# Долина кестенова
Долина кестенова се налази на Фрушкој гори, у атару села Черевић, у близини излетишта Тестера и одмаралишта Андревље.
Ово шеталиште-излетиште препознатљиво је по кестену, чије име и носи који је овде заступљен у већој мери. Кестенови су засађени како би се повећао биодиверзитет овог дела Фрушке горе. Идеално је за одмор и пикник, с обзиром на то да постоје столови и клупе, а у близини се налази и поточић који употпуњује пријатну атмосферу.